# Walter Keppel (9e comte d'Albemarle)
Walter Egerton George Lucian Keppel (28 février 1882-14 juillet 1979) est un noble et un militaire britannique. Il est 9e comte d'Albemarle.

## Biographie
Il est le fils aîné d'Arnold Keppel, 8e comte d'Albemarle, et de sa femme, Gertrude Egerton. Il fait ses études au Collège d'Eton de 1895 à 1899, puis sert comme lieutenant dans les Scots Guards. En 1901, il est transféré en tant que sous-lieutenant de l'artillerie du Prince of Wales's Own Norfolk aux Scots Guards. Il est détaché pour le service d'état-major à la fin de 1904 et nommé aide de camp d'Albert Grey, gouverneur général du Canada. Il est de nouveau détaché pour le service d'état-major en mai 1907 et nommé aide de camp supplémentaire de HJ Goold-Adams, lieutenant-gouverneur Colonie de la rivière Orange.
Le 9 juin 1909, il épouse Judith Sydney Myee Wynn-Carrington, fille de Charles Wynn-Carington, 1er marquis du Lincolnshire, à l'église St. Margaret, à Westminster. Ils ont cinq enfants avant sa mort en 1928:
- Cecilia Elizabeth Keppel (12 avril 1910 - 16 juin 2003), épouse le lieutenant-colonel David McKenna, fils du banquier et homme politique Reginald McKenna
- Derek Keppel, vicomte Bury (18 décembre 1911-8 novembre 1968), épouse Mairi Vane-Tempest-Stewart (deux filles) et se remarie à Marina Orloff-Davidoff (1937-2020), et a un fils unique, Rufus Arnold Alexis Keppel (né le 16 juillet 1965), qui succède à son grand-père le 14 juillet 1979 en tant que 10e comte d'Albemarle, vicomte Bury et baron Ashford.
- Walter Arnold Crispin Keppel (6 décembre 1914 - 1986), père de Judith Keppel (en), la première personne à gagner un million de livres sur la version britannique de Who Wants to Be a Millionaire?
- Cynthia Rosalie Keppel (25 juin 1918 - 12 novembre 2017), épouse le professeur Michael Postan (décédé en 1981)
- Richard Edward Harry Keppel (3 novembre 1924-2 mars 1953)

Il est promu capitaine en mai 1910 et prend sa retraite dans la réserve spéciale en 1912.
Il combat avec les gardes écossais pendant la Première Guerre mondiale. Il est nommé lieutenant adjoint de Norfolk en janvier 1916. Il reçoit la Croix militaire en juin 1916. Il est promu major temporaire tout en commandant une compagnie de mitrailleuses de la Garde et sert plus tard comme instructeur de Corps de mitrailleuses. Après la guerre, il est membre du London County Council en 1919.
Il se présente sans succès en tant que conservateur pour Altrincham en 1910.
En 1924, il est nommé colonel breveté de la 108e brigade de campagne, Norfolk et Suffolk Yeomanry. Il épouse Diana Grove (1909–2013) le 24 février 1931 à Scots Church, Chelsea. Ils ont une fille:
- Anne-Louise Mary Keppel (17 mars 1932 - 7 janvier 2017), épouse Hew Hamilton-Dalrymple, 10e baronnet. Elle est patronne du bal royal calédonien[1].

Il succède à son père en tant que comte d'Albemarle en 1942. Il est vice-lieutenant de Norfolk de 1940 à 1944 et membre du conseil du comté de Norfolk en 1943.
Il meurt en 1979 et est remplacé comme comte d'Albemarle par son petit-fils Rufus : son fils aîné, Derek vicomte Bury, est décédé en 1968.